# NGC 3145
NGC 3145 est une vaste (?) galaxie spirale barrée située dans la constellation de l'Hydre. NGC 3145 a été découverte par l'astronome germano-britannique William Herschel en 1786.

## Caractéristiques
Sa vitesse par rapport au fond diffus cosmologique est de 4 008 ± 26 km/s, ce qui correspond à une distance de Hubble de 59,1 ± 4,2 Mpc (∼193 millions d'al).
La classe de luminosité de NGC 3145 est II-III et elle présente une large raie HI.
À ce jour, 21 mesures non basées sur le décalage vers le rouge (redshift) donnent une distance de 42,243 ± 12,200 Mpc (∼138 millions d'al), ce qui est tout juste à l'extérieur des valeurs de la distance de Hubble. Notons cependant que c'est avec la valeur moyenne des mesures indépendantes, lorsqu'elles existent, que la base de données NASA/IPAC calcule le diamètre d'une galaxie et qu'en conséquence le diamètre de NGC 3145 pourrait être d'environ 55,7 kpc (∼182 000 al) si on utilisait la distance de Hubble pour le calculer.

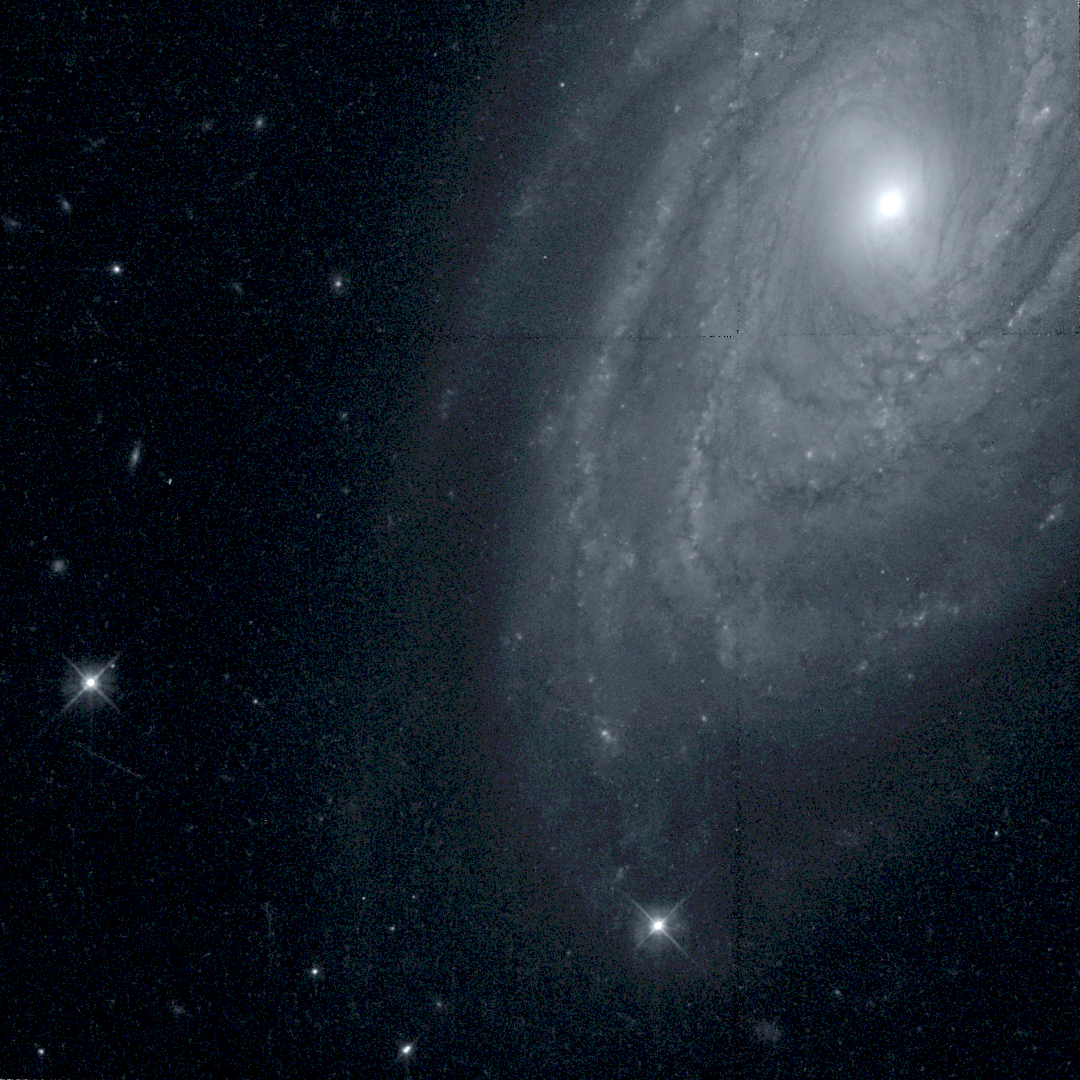
NGC 3145 par le télescope spatial Hubble.